# Objeto de Thorne–Żytkow
Um objeto de Thorne–Żytkow é um tipo hipotético de estrela caracterizado por uma supergigante ou gigante vermelha contendo uma estrela de nêutrons em seu núcleo. Tais objetos foram hipotetizados por Kip Thorne e Anna Żytkow em 1977. Apesar de alguns objetos terem sido propostos como candidatos, nenhum foi até hoje confirmado.
Um objeto de Thorne–Żytkow é formado quando uma estrela de nêutrons colide com uma estrela, tipicamente uma gigante ou supergigante vermelha. Os objetos em colisão podem ser estrelas vagando pelo espaço. A formação desse objeto só é plausível em aglomerados globulares extremamente densos. De maneira alternativa, a estrela de nêutrons poderia se formar em um sistema binário. Como a supernova é perfeitamente simétrica, a estrela de nêutrons ficará com uma baixa velocidade em relação à sua órbita original. Essa defasagem pode fazer com que sua nova órbita faça interseção com a de sua companheira, ou, se sua companheira for uma estrela da sequencia principal, a estrela pode ser absorvida por sua companheira durante sua evolução para o estágio de gigante vermelha.
Uma vez que a estrela de nêutrons adentra a gigante vermelha, o arrasto entre a estrela de nêutrons e as camadas externas difusas da gigante vermelha provoca o decaimento da órbita do sistema binário, e a estrela de nêutrons e o núcleo da gigante vermelha começam a circundar uma às outras numa espiral para o interior. Dependendo da separação inicial entre as duas estrelas, esse processo pode levar centenas de anos. Quando as duas finalmente colidem, a estrela de nêutrons e o núcleo da gigante vermelha se fundirão. Se a densidade de massa combinada das duas estrelas exceder o limite de Tolman-Oppenheimer-Volkoff, elas entrarão em colapso, formando um buraco negro, resultando em uma supernova que dispersa as camadas estelares externas. De outra forma, as duas estrelas coalescerão em uma única estrela de nêutrons.
A superfície de uma estrela de nêutrons é muito quente, cujas temperaturas excedem 109 K: superando a temperatura dos núcleos de todas as estrelas, exceto as mais massivas. Esse calor é dominado pela fusão nuclear no gás em acreção ou pela compressão do gás pela gravidade da estrela de nêutrons. Devido à alta temperatura, processos nucleares incomuns podem ocorrer na medida em que o envelope da gigante vermelha é atraído pela superfície da estrela de nêutrons. O hidrogênio pode se fundir produzindo um misto diferente de isótopos que não ocorreria numa nucleossíntese estelar ordinária, e alguns astrônomos propuseram que a nucleossíntese rápida do próton que ocorre nas supernovas também deve ocorrer no interior dos objetos de Thorne–Żytkow.
Um objeto de Thorne–Żytkow pode se assemelhar a uma supergigante vermelha ou, se for quente o bastante para repelir as camadas superficiais ricas em hidrogênio, uma estrela Wolf-Rayet rica em hidrogênio (tipo WN8).